# The Mole Song: Hong Kong Capriccio
Série
The Mole Song: Undercover Agent Reiji
(2013) Mole Song Final
(2021)
Pour plus de détails, voir Fiche technique et Distribution.
The Mole Song: Hong Kong Capriccio (土竜の唄 香港狂騒曲, Mogura no uta: Hong Kong kyōsō-kyoku) est un film japonais réalisé par Takashi Miike, sorti en 2016. C'est la suite de The Mole Song: Undercover Agent Reiji.

## Synopsis
Un jeune policier sous couverture, Reiji Kikukawa, doit protéger la fille du patron tout en tentant de reconquérir son amour.

## Fiche technique
- Titre : The Mole Song: Hong Kong Capriccio
- Titre original : 土竜の唄 香港狂騒曲 (Mogura no uta: Hong Kong kyōsō-kyoku)
- Réalisation : Takashi Miike
- Scénario : Noboru Takahashi d'après le manga Mogura no Uta de Kankurō Kudō
- Musique : Kōji Endō
- Photographie : Nobuyasu Kita
- Production : Shigeji Maeda, Misako Saka et Juichi Uehara
- Société de production : Oriental Light and Magic
- Pays :  Japon
- Genre : Action et comédie
- Durée : 128 minutes
- Dates de sortie : 
  - Japon : 23 décembre 2016

## Distribution
- Tōma Ikuta
- Eita
- Tsubasa Honda
- Nanao
- Arata Furuta
- Allan Cook
- Ken'ichi Endō
- Mitsuru Fukikoshi
- Kōichi Iwaki
- Yusuke Kamiji
- Ryūji Kasahara
- Sarutoki Minagawa
- Riisa Naka
- Yūsuke Sugiyama
- Kazuya Tanabe
- Shin'ichi Tsutsumi

## Accueil
The Japan Times a apprécié le film et notamment la performance de Tōma Ikuta.